# Die-in

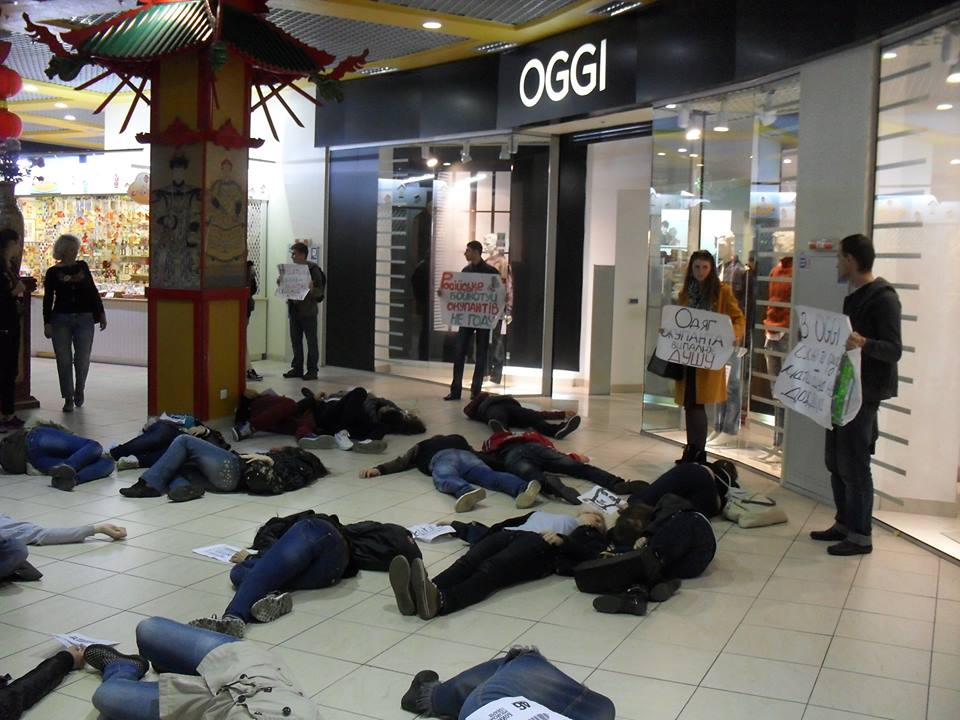
Foto från en flashmob-aktion av typen die-in i Kiev, september 2014.

En die-in är en form av protest eller politisk manifestation där deltagarna spelar döda. Ibland används även låtsasblod för att få scenen att se mera verklig ut. Vanligtvis står även några med skyltar eller banderoller för med manifestationens budskap. Protestformen är vanlig inom fredsrörelsen.